# Goślina
Goślina (566 m n.p.m.) – wzniesienie w północno-wschodniej części Beskidu Wyspowego, w całości znajdujące się w granicach wsi Brzezna w województwie małopolskim, w powiecie nowosądeckim, w gminie Podegrodzie.
Goślina to wzniesienie o płaskim, długim grzbiecie i mało stromych stokach. Jego północno-wschodnie stoki opadają do doliny potoku Brzeźnianka, południowo-zachodnie do doliny Suchego Potoku. Porośnięta sosnowo-jodłowym lasem jest tylko górna część wzniesienia, dolne stoki zajmują pola uprawne wsi Brzezowa. Wzniesieniem prowadzą dwie równoległe drogi.